# إمضاء مصدق

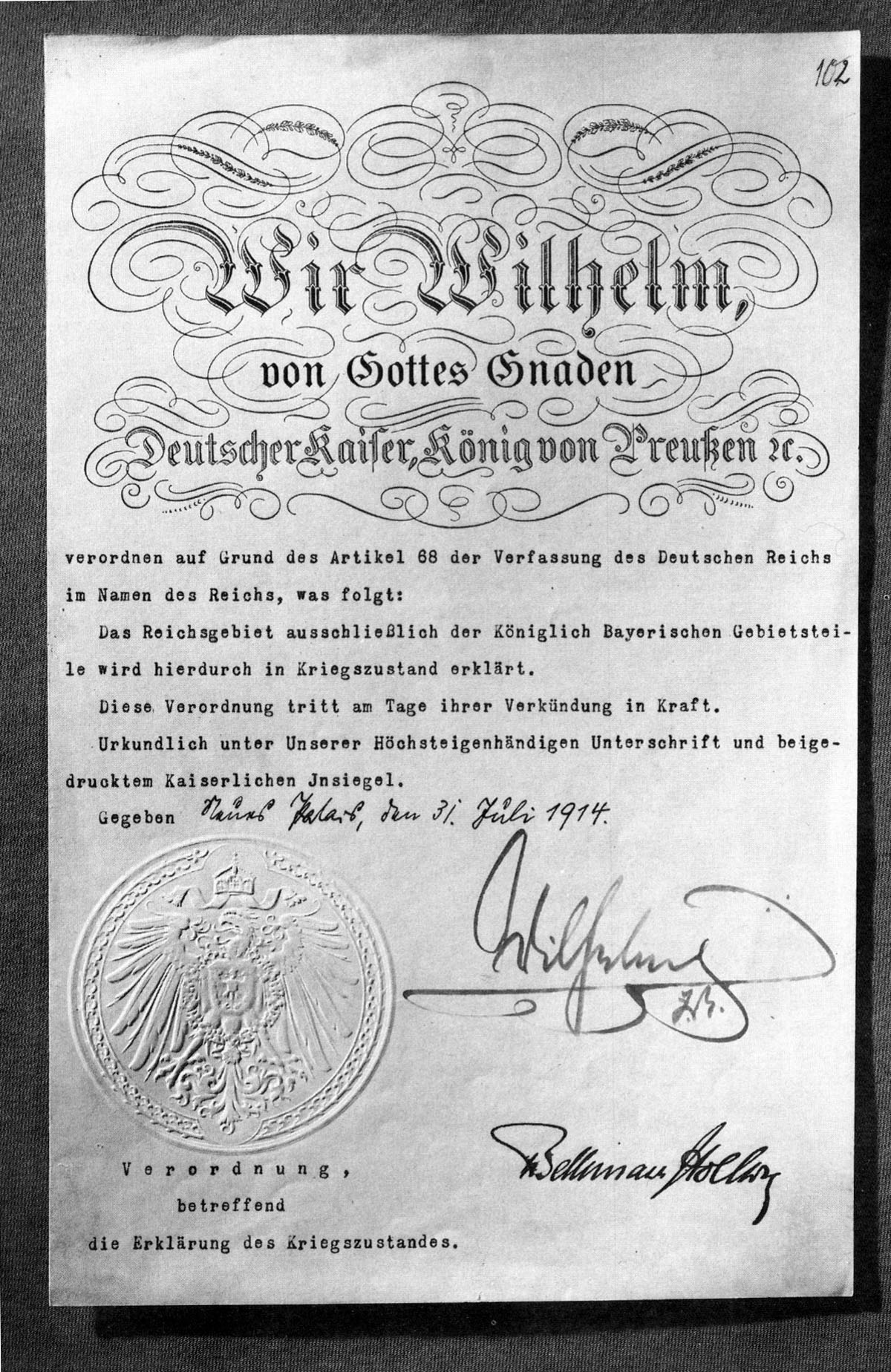
إعلان الحرب من الإمبراطورية الألمانية عام 1914، بداية الحرب العالمية الأولى. وقعه القيصر الألماني فيلهلم الثاني في "القصر الجديد" في بوتسدام، ألمانيا. ووقعه مستشار الرايخ بيثمان هولويج.

الإمضاء المُصَدَّق في القانون يشير إلى توقيع ثانٍ على المستند. على سبيل المثال يجوز توقيع عقد أو وثيقة رسمية أخرى موقعة من قبل ممثل الشركة من قبل المشرف عليها للتحقق من سلطة الممثل. ويمكن توقيع أمر مالي أو أداة مالية أخرى بمجرد استلامها ثم توقيعها مرة أخرى من قبل نفس الشخص عند تقديمه للدفع إشارةً إلى أن الحامل هو نفس الشخص الذي استلم العنصر في الأصل وليس لصًا لديه سرق الغرض قبل نقله إلى المكان الذي كان من المقرر تقديمه فيه.